# Defenestración

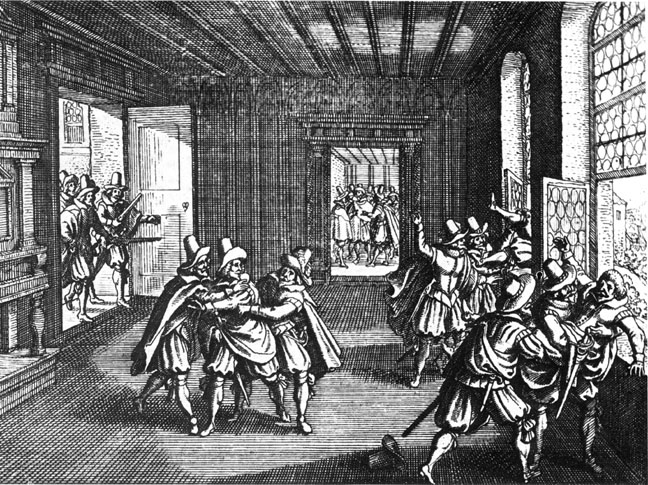
Grabado representando la defenestración de Praga de 1618.

La defenestración es el acto de arrojar a una persona por una ventana. La palabra procede del latín de ('de, desde'), y fenestra ('ventana').
Históricamente, el acto de defenestración tenía objetivos políticos y se dirigía hacia individuos con altos cargos. De manera figurada también significa la destitución o expulsión drástica de alguien de su cargo o puesto. Partiendo de este último significado, la palabra se utiliza para implicar una crítica negativa hacia algo o alguien.
La reina Jezabel fue asesinada por este método por orden del rey Jehú, en los Libros de los Reyes I y II.
La tercera defenestración de Praga se considera el detonador de la Guerra de los Treinta Años.
En la restauración de la independencia de Portugal, en 1640 bajo la Dinastía Filipina, los rebeldes entran en el Palacio de Lisboa y sorprenden a Miguel de Vasconcelos, que estaba al servicio de Felipe IV de España, quien trata de ocultarse en un armario sin éxito, para terminar siendo defenestrado por la fachada del Palacio Real que da a la Plaza del Mercado de Lisboa.
En 1962, el político Julián Grimau es defenestrado al patio interior de la sede de la Dirección General de Seguridad, en la Puerta del Sol de Madrid para encubrir las torturas a las que había sido sometido por la policía franquista. La policía, por boca del ministro de Información Manuel Fraga, declaró por el contrario que Grimau recibió un trato exquisito y que en un momento de su interrogatorio se encaramó a una silla, abrió la ventana y se arrojó por ella de forma "inexplicable" y por voluntad propia. Una versión que aceptó el juez de guardia a pesar de los indicios que existían de que no había sido un intento de suicidio.. Unos años más tarde, Enrique Ruano, militante antifranquista fue asesinado mientras se encontraba bajo custodia de la Brigada Político-Social, la policía política secreta del régimen franquista. El 20 de enero de 1969 fue arrojado desde la ventana del piso séptimo del número 60 de la entonces calle General Mola (hoy calle del Príncipe de Vergara, 68) en Madrid.